# 第47普通科連隊
第47普通科連隊（だいよんじゅうななふつうかれんたい、JGSDF 47th Infantry Regiment(Light)）は、陸上自衛隊海田市駐屯地（広島県安芸郡海田町）に駐屯する中部方面混成団隷下の普通科連隊（コア部隊）である。

## 概要
連隊長は1等陸佐（二）が充てられ、連隊本部、本部管理中隊、4個普通科中隊および重迫撃砲中隊により編成される。第1普通科中隊は善通寺駐屯地に配置されている。
1999年（平成11年）3月に第13旅団隷下に47番目の普通科連隊、また陸上自衛隊の一番目の軽普通科連隊として海田市駐屯地に編成された。
即応予備自衛官を主体として構成されるコア部隊であり、編成当初は中部方面隊全域の即応予備自衛官招集訓練を担任していたが、2004年（平成16年）3月に第49普通科連隊の新編に伴い、招集訓練担任が中・四国の7個駐屯地（米子・出雲・日本原・海田市・山口・善通寺・松山）に変更された。

## 沿革
- 1998年（平成10年）3月    ：第13師団司令部に編成準備隊を編組｡

第47普通科連隊
- 1999年（平成11年）3月29日：第47普通科連隊が第13旅団隷下の普通科連隊（軽）として海田市駐屯地において編成完結｡
- 2004年（平成16年）3月29日：部隊改編。

1. 招集訓練担任が中・四国の7個駐屯地に変更。
2. 後方支援体制変換に伴い、整備支援を第13後方支援隊第2整備中隊第4普通科直接支援小隊に移管。

- 2008年（平成20年）3月26日：部隊改編。

1. 第47普通科連隊が中部方面混成団に編合｡
2. 整備支援部隊が、新編の中部方面後方支援隊第302普通科直接支援隊となり、第13後方支援隊第2整備中隊第4普通科直接支援小隊は廃止。

- 2010年（平成22年）3月26日：第1普通科中隊が海田市駐屯地から善通寺駐屯地に移駐。
- 2014年（平成26年）3月26日：部隊改編。

1. 第4普通科中隊、重迫撃砲中隊を海田市駐屯地に新編。
2. 整備支援部隊が、新編の中部方面後方支援隊第307普通科直接支援中隊となり、中部方面後方支援隊第302普通科直接支援隊は廃止。

## 部隊編成
- 第47普通科連隊本部
- 本部管理中隊「47普-本」　
  - 中隊本部
  - 連隊本部班：82式指揮通信車
  - 情報小隊：軽装甲機動車、偵察用オートバイ
  - 施設作業小隊：小型ドーザ、資材運搬車
  - 通信小隊
  - 補給小隊：3 1/2tトラック
  - 衛生小隊：1トン半救急車
  - 狙撃班
- 第1普通科中隊「47普-1」（善通寺駐屯地）：高機動車、81mm迫撃砲 L16、01式軽対戦車誘導弾
- 第2普通科中隊「47普-2」：高機動車、81mm迫撃砲 L16、01式軽対戦車誘導弾
- 第3普通科中隊「47普-3」：軽装甲機動車、81mm迫撃砲 L16、01式軽対戦車誘導弾
- 第4普通科中隊「47普-4」：高機動車、81mm迫撃砲 L16、01式軽対戦車誘導弾
- 重迫撃砲中隊「47普-重」：120mm迫撃砲 RT

### 招集担任部隊
各部隊は、招集訓練を担任する駐屯地が割り振られており、その駐屯地において予備自衛官の招集訓練を担任している。
- 本部管理中隊 - 海田市駐屯地、日本原駐屯地
- 第1普通科中隊 - 善通寺駐屯地
- 第2普通科中隊 - 山口駐屯地、松山駐屯地
- 第3普通科中隊 - 海田市駐屯地、出雲駐屯地、米子駐屯地
- 第4普通科中隊 - 姫路駐屯地
- 重迫撃砲中隊 - 海田市駐屯地、日本原駐屯地、姫路駐屯地

## 整備支援部隊
- 第13後方支援隊第2整備中隊第4普通科直接支援小隊「13後支-2整」（海田市駐屯地）：2004年（平成16年）3月29日から2008年（平成20年）3月25日の間。
- 中部方面後方支援隊第302普通科直接支援隊「302普直支」（海田市駐屯地）：2008年（平成20年）3月26日から2014年（平成26年）3月25日の間。
- 中部方面後方支援隊第307普通科直接支援中隊「307普直支」（海田市駐屯地）：2014年（平成26年）3月26日から

## 主要幹部
| 官職名           | 階級    | 氏名     | 補職発令日     | 前職                               |
| ---------------- | ------- | -------- | -------------- | ---------------------------------- |
| 第47普通科連隊長 | 1等陸佐 | 妹尾研作 | 2024年08月26日 | 第21普通科連隊長 兼 秋田駐屯地司令 |

| 代 | 氏名     | 在職期間                        | 前職                                    | 後職                                           |
| -- | -------- | ------------------------------- | --------------------------------------- | ---------------------------------------------- |
| 01 | 石本哲夫 | 1999年03月29日 - 2001年03月31日 | 第13師団司令部付                        | 第4陸曹教育隊長                                |
| 02 | 吉本雅一 | 2001年04月01日 - 2004年03月22日 | 中部方面総監部人事部募集課長            | 中部方面総監部勤務                             |
| 03 | 西川康市 | 2004年03月23日 - 2006年12月05日 | 中部方面総監部総務部総務課長            |                                                |
| 04 | 森川建司 | 2006年12月06日 - 2009年03月23日 | 板妻駐屯地業務隊長                      | 善通寺駐屯地業務隊長                           |
| 05 | 谷川拓美 | 2009年03月24日 - 2011年07月31日 | 西部方面総監部人事部援護業務課長        | 第4師団司令部付                                |
| 06 | 有浦隆   | 2011年08月01日 - 2013年11月30日 | 西部方面総監部人事部厚生課長            | 第4師団司令部付                                |
| 07 | 齊藤肇夫 | 2013年12月01日 - 2016年07月31日 | 中部方面総監部人事部厚生課長            | 中部方面混成団副団長                           |
| 08 | 高山博光 | 2016年08月01日 - 2018年07月31日 | 防衛大学校訓練部学生課補導室長          | 第4師団司令部付                                |
| 09 | 佐藤篤   | 2018年08月01日 - 2021年03月14日 | 部隊訓練評価隊副隊長                    | 陸上幕僚監部運用支援・訓練部付                 |
| 10 | 阿部慎治 | 2021年03月15日 - 2022年03月13日 | 陸上自衛隊富士学校管理部 演習場管理課長 | 陸上自衛隊中央業務支援隊付 →2022年4月27日 退職 |
| 11 | 松本哲治 | 2022年03月14日 - 2024年08月25日 | 第18普通科連隊長                        | 陸上自衛隊幹部候補生学校勤務                   |
| 12 | 妹尾研作 | 2024年08月26日 -                | 第21普通科連隊長 兼 秋田駐屯地司令      |                                                |

## 主要装備
- 82式指揮通信車
- 軽装甲機動車
- 高機動車
- 1/2tトラック / 73式小型トラック
- 1 1/2tトラック / 73式中型トラック
- 3 1/2tトラック / 73式大型トラック
- 89式5.56mm小銃
- 5.56mm機関銃MINIMI
- 12.7mm重機関銃M2
- 対人狙撃銃　レミントン M24 SWS
- 9mm拳銃
- 110mm個人携帯対戦車弾 通称LAM（パンツァーファウスト3）
- 01式軽対戦車誘導弾（01ATM）
- 81mm迫撃砲 L16
- 120mm迫撃砲 RT

## 廃止（改編）部隊
- 2004年（平成16年）3月29日廃止
  - 第47普通科連隊本部管理中隊管理整備小隊「47普-本」（海田市駐屯地）：整備支援を第13後方支援隊第2整備中隊第4普通科直接支援小隊に移管。

## 派遣実績
- 2011年（平成23年）：東日本大震災に対する災害派遣活動、行方不明者捜索や被災者生活支援を実施。
- 2014年（平成26年）8月20日 - 9月10日：平成26年8月豪雨による広島市の土砂災害に対する災害派遣活動、行方不明者捜索を実施[3]
- 2018年（平成30年）6月28日 - 7月8日：平成30年7月豪雨に対する災害派遣活動、行方不明者捜索を実施。